# Hylaeus oblitus
Hylaeus oblitus är en biart som först beskrevs av Warncke 1970.  Hylaeus oblitus ingår i släktet citronbin, och familjen korttungebin. Inga underarter finns listade i Catalogue of Life.